# France Bloch-Sérazin
France Bloch-Sérazin (21 de fevereiro de 1913 - 12 de fevereiro de 1943) foi uma química e militante comunista que lutou na resistência francesa contra a ocupação alemã durante a Segunda Guerra Mundial.